# Селянинът с колелото
„Селянинът с колелото“ е български игрален филм (драма, комедия) от 1974 година на режисьора Людмил Кирков, по сценарий на Георги Мишев – по повестта му „Отдалечаване“. Оператор е Георги Русинов. Музиката във филма е композирана от Борис Карадимчев.

## Сюжет
Йордан е селянин, но вече живее и работи в града. В почивните си дни той се връща в родното си село. И така, възседнал велосипеда, той се оказва между града и селото. В селото е разпределена младата фармацевтка Маглена, която живее под наем в неговата къща. Той се влюбва в нея. За да бъдат заедно, Йордан издейства преместването на един цех от завода в селото, но никой не иска да го последва. Постепенно той разбира, че времето безвъзвратно е отминало, а той се носи на една педя разстояние над земята – на педалите на едно колело.

## Любопитни факти
Действието се развива в с. Югла, алюзия за родното място на автора Георги Мишев, с. Йоглав.

## Състав

### Актьорски състав
| Роля                      | Изпълнител                                   |
| ------------------------- | -------------------------------------------- |
| Йордан                    | Народен артист Георги Георгиев – Гец         |
| Маглена                   | Диана Челебиева                              |
| Дочо Булгуров             | Георги Русев                                 |
| землякът                  | Евстати Стратев                              |
| Йорданица                 | Лили Енева                                   |
| Булгурова                 | Златина Дончева (като Златина Джамбазова)    |
| Данчето                   | Мариана Аламанчева                           |
| Ангел                     | Светослав Пеев                               |
| Кайташев                  | Георги Кишкилов                              |
| бащата на Маглена         | Юрий Яковлев (като Юри Яковлев)              |
|                           | Богдана Вулпе                                |
|                           | Дуня Тагарова                                |
| новият портиер            | Иван Обретенов                               |
|                           | Ани Кожухарова                               |
|                           | Бранимира Минчева                            |
| Колето                    | Данаил Георгиев – Гец (като Данаил Георгиев) |
| д-р Кръстев               | Асен Георгиев                                |
| колега на Йордан, стругар | Валентин Гаджоков                            |
|                           | Велислав Канинов                             |
| съкооператор              | Заслужил артист Владимир Давчев              |
| сервитьор                 | Стоян Стойчев                                |

### Технически екип
| Сценарий           | Георги Мишев                                                                                   |
| Режисьор           | Людмил Кирков                                                                                  |
| Редактор           | Асен Георгиев                                                                                  |
| Оператор           | Георги Русинов                                                                                 |
| Художник           | арх. Богоя Сапунджиев                                                                          |
| Костюми            | Епсимания Лазарова                                                                             |
| Втори художник     | Никола Костадинов                                                                              |
| Музика             | Борис Карадимчев                                                                               |
| Звук               | Михаил Каридов                                                                                 |
| Монтаж             | Венцеслава Каранешева Нина Момчилова                                                           |
| Грим               | Аделина Михайлова                                                                              |
| Фотограф           | Милка Русинова                                                                                 |
| Асистент-режисьори | Веселина Романова Татяна Зарева Румяна Георгиева                                               |
| Асистент-оператори | Лъчезар Виденов Атанас Димитров Христофор Калоянов                                             |
| Гардероб           | Цветана Рачева                                                                                 |
| Реквизит           | Петър Фезов                                                                                    |
| Осветление         | Стоян Церецелов Иван Лалов                                                                     |
| Организатори       | Велислав Канинов Николай Недялков                                                              |
| Директор           | Весела Димитрова                                                                               |
| Производство       | Българска кинематография Студия за игрални филми Творчески колектив „ХЕМУС“ /Copyright © 1974/ |

## Награди
- Втора награда за филма, Фестивал на българския филм, Варна, 1974.
- Награда на критиката, Фестивал на българския филм, Варна, 1974.
- Награда за мъжка роля на Георги Георгиев – Гец, Фестивал на българския филм, Варна, 1974.
- Награда за мъжка роля на Георги Георгиев – Гец от списание „Советский экран“, Московски международен кинофестивал, СССР, 1975.
- Награда и диплом от списание „Советский экран“, Московски международен кинофестивал, СССР, 1975.